# Остра Слобода
Остра Слобода (рос. Острая Слобода) — присілок в Кіровському районі Калузької області Російської Федерації.
Населення становить 10 осіб. Входить до складу муніципального утворення Село Дуброво.

## Історія
Від 2004 року входить до складу муніципального утворення Село Дуброво.

## Населення
| 1994 | 2002 | 2010 |
| ---- | ---- | ---- |
| 38   | ↘25  | ↘10  |